# Salchichón de ajo
El salchichón de ajo, saucisson à l'ail en francés (/sosisɔ̃ a laj/), también llamada salchicha de París o Paris-ail, es una salchicha hecha de carne picada de cerdo, sazonada con una preparación que contiene clara de huevo, pimienta, sal, especias y ajo fresco picado.